# Merina de Grazalema

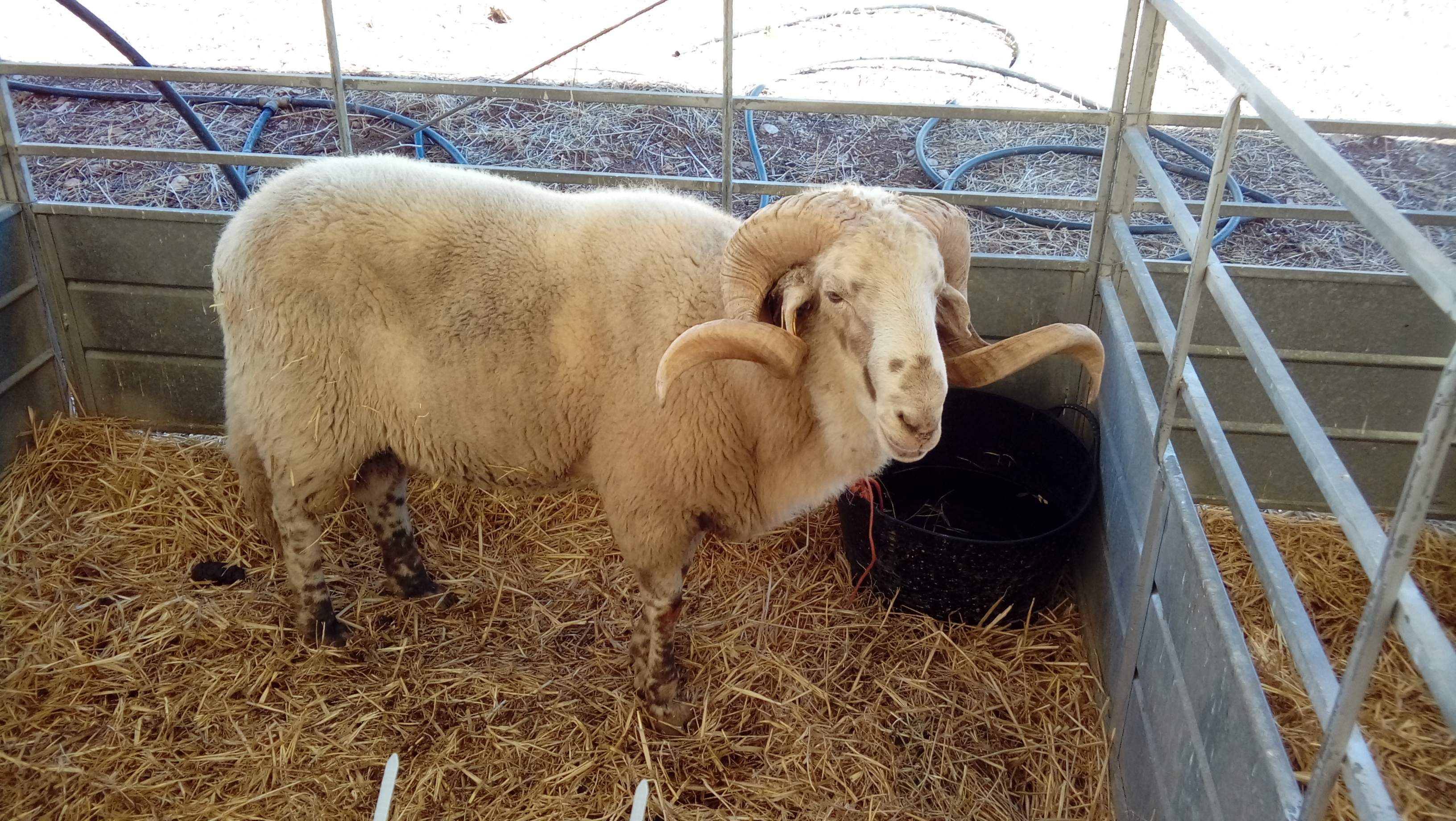
Macho en la Feria Ganadera de Benaocaz, octubre de 2016.

La Merina de Grazalema es una raza ovina española que recibe su nombre de su antecesor inmediato, el Merino, y del municipio andaluz de Grazalema, en la provincia de Cádiz. Su distribución geográfica se limita a la Sierra de Grazalema, la Serranía de Ronda y la Sierra de Huelva, zonas de elevada altitud y pluviosidad. Está incluida en el Catálogo Oficial de Razas de Ganado de España en el grupo de razas autóctonas en peligro de extinción.

## Características
Se cree que proviene del cruce de ovejas merinas y churras. Es eumétrica, sublongilínea y de perfil recto o convexo. Su peso oscila entre los 75 y 85 kg. en los carneros y entre los 40 y 50 kg. en las hembras. Tanto los machos como las hembras pueden tener cornamenta. Cuando aparece en los machos presenta un gran desarrollo, mientras que en las hembras es menos frecuente y la selección tiende a eliminarla. 

## Productos derivados
Los rebaños son de unas cien ovejas, que con frecuencia incorporan cabras, que salen a pastar en régimen semi-extensivo, bajo la custodia permanente del pastor y de sus perros. Se cría para la obtención de lana y carne. El color de las ovejas es variable y el vellón de lana es entrefina y homogénea, usándose tradicionalmente en la industria textil para la producción de la manta de Grazalema. En cuanto a la carne es frecuente la obtención del cordero pascual. Además se estima que produce cincuenta litros de leche en noventa días de lactación.
De su leche se hace el queso de Grazalema, incluido en el Catálogo de Quesos Españoles.

## Reconocimientos
La Asociación de Criadores de la Raza Ovina Merina de Grazalema fue nombrada Hijo predilecto de la provincia de Cádiz en 2016.